# The Bad Guys
The Bad Guys (in Nederland en Vlaanderen ook wel De Bad Guys genoemd) is een Amerikaanse computer-geanimeerde komische misdaadfilm uit 2022, geregisseerd door Pierre Perifel. De film is losjes gebaseerd op de gelijknamige kinderboekenreeks van Aaron Blabey. The Bad Guys werd geproduceerd door DreamWorks Animation en gedistribueerd door Universal Pictures.

## Verhaal
De leden van een bende, bestaande uit meneer Wolf, meneer Piránya, meneer Snake, meneer Shark en mevrouw Tarantella, besluiten vanaf nu de gevangenis te vermijden. Op advies van professor Marmalade slagen ze erin een nieuw leven te beginnen, maar er verschijnt een nieuwe schurk in de stad.

## Stemverdeling
| Personage                             | Taal             | Taal               |
| Personage                             | Originele versie | Nederlandse versie |
| ------------------------------------- | ---------------- | ------------------ |
| Wolf                                  | Sam Rockwell     | Gijs Naber         |
| Snake                                 | Marc Maron       | Frank Lammers      |
| Tarantula                             | Awkwafina        | Denise Aznam       |
| Shark                                 | Craig Robinson   | Rayen Panday       |
| Piranha                               | Anthony Ramos    | Jody Bernal        |
| Professor Marmalade                   | Richard Ayoade   | Nasrdin Dchar      |
| Diane Foxington aka The Crimson Paw   | Zazie Beetz      | Giovanca Ostiana   |
| Police Chief Misty Luggins            | Alex Borstein    | Elise Schaap       |
| Tiffany Fluffit (Priscilla Pluizebol) | Lilly Singh      | Tara Hetharia      |

## Release
De film ging in première op 16 maart 2022 in Egypte.

## Ontvangst
De film ontving over het algemeen gunstige recensies van critici. Op Rotten Tomatoes heeft The Bad Guys een waarde van 87% en een gemiddelde score van 6,90/10, gebaseerd op 149 recensies. Op Metacritic heeft de film een gemiddelde score van 64/100, gebaseerd op 25 recensies.